# Орехов, Александр Александрович
Алекса́ндр Алекса́ндрович Оре́хов (29 ноября 1983, Кропоткин) — российский футболист, защитник, ныне тренер.

## Карьера

### Клубная

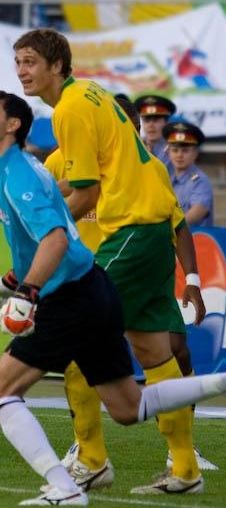
Орехов в «Кубани»

Воспитанник кубанского футбола. В 2000 году выступал за любительский клуб «Центр-Р-Кавказ». В 2001—2002 годах провёл 45 матчей за клуб «Краснодар-2000» во втором дивизионе.
В начале 2003 года перешёл в киевский «Арсенал». В чемпионате Украины провёл полгода, после чего перебрался в краснодарскую «Кубань». За «жёлто-зелёных» Орехов выступал на протяжении 5 сезонов. За это время он провёл в составе «Кубани» в общей сложности более 100 матчей, а также дважды (в 2003 и 2006 годах) помог выйти команде из первого дивизиона в Премьер-лигу.
В 2008 году перешёл в казанский «Рубин», в составе которого в 2008 и 2009 годах стал чемпионом России, однако за это время вышел на поле лишь в 12 матчах. Больше игровой практики стал получать в 2010 году, однако тогда же получил серьёзную травму, из-за которой полностью пропустил сезоны 2011/12, 2012/13 и 2013/14.
Летом 2014 года контракт Орехова с «Рубином», который он продлил уже будучи травмированным, истёк, и футболист перешёл в «Томь».

### В сборной
В 2007 году перед товарищеским матчем со сборной Голландии получил первый вызов в сборную России от Гуса Хиддинка.

### Тренерская
С 11 сентября 2015 входил в тренерский штаб футбольного клуба «Афипс».
12 августа 2019 провёл первую тренировку в качестве наставника возрождённой болельщиками и бывшими игроками клуба команды «Кубань».

## Достижения
«Кубань»
- 2-е место в Первом дивизионе России (выход в Высший дивизион): 2006

«Рубин»
- Чемпион России (2): 2008, 2009
- Бронзовый призёр чемпионата России: 2010
- Обладатель Кубка России: 2011/12
- Финалист Кубка России: 2008/09
- Обладатель Суперкубка России: 2010, 2012